# 蓝色妖姬 (电视剧)
《蓝色妖姬》 是根据桂雨清同名小说改编的一部电视剧。1999年拍摄，2000年起在中国大陆各地方电视台播出。王思懿在本剧中饰演两个角色，艳如画的公主和冷艳孤傲的妖姬，分别在白天和黑夜出现。该剧在2000年卖出时，价格达到1500万元，这在当时是个很高的价钱。

## 简介
清朝灭亡前夕的一个晚上，天津法租界街头两个外国人被杀，凶手是传说中的女飞贼“蓝色妖姬”。侦探东方鸿飞受委托查办此案，但却意外发现了失落多年的国宝“八骏图”，一时间，各派势力为争夺国宝而互相倾轧，搅得宫闱内外京津两地血雨腥风。经历一番生死争斗，八骏图之谜终大白于天下，“蓝色妖姬”的真面目也浮现出来。

## 职员
- 总监制：刘瑞、骞国政、王超、任大惠
- 制片：袁利坚、邓宝、杨昌勤
- 制片人：张纪中
- 出品人：刘金玺、张建立、杜君
- 制片主任：阙新、王平印
- 摄像：邱建民

## 演员
- 王思懿 饰 赵卓雅、蓝宝珠
- 于荣光 饰 东方鸿飞
- 孙海英 饰 叶梦幽
- 苏　岩 饰 吕凤仙、小娟
- 宋　佳 饰 黄莉斯、山口夕子
- 丁海峰 饰 赤　本
- 何依静 饰 蓝色妖姬
- 李明启 饰 慈　禧
- 韩月乔 饰 三姨太
- 李勤勤 饰 王　娘
- 修　革 饰 范文心
- 徐　扬 饰 红　敏
- 刘仲元 饰 范竹斋
- 朱艺丹 饰 吕老寿
- 周　琦 饰 东方俊
- 李勤勤 饰 王　娘
- 吴涵伊 饰 小　乐